# Українські клуби в єврокубкових турнірах 1974—1975
У сезоні 1974–1975 київське «Динамо» стартувало в Кубку володарів кубків. У розіграші команда провела дев'ять матчів.

## 1/16 фіналу
Суперник — ЦСКА «Септемврійско знаме» (Софія, Болгарія).
№ 27
| 18 вересня 1974 |

| «Динамо»   | 1 – 0 | ЦСКА (Софія) |
| ---------- | ----- | ------------ |
| Блохін 57' | Звіт  |              |

| Центральний стадіон (Київ) Глядачів: 75 000 Арбітр: Орхан Джебе (Туреччина) |

«Динамо»: Євген Рудаков, Анатолій Шепель, Віктор Матвієнко, Михайло Фоменко, Стефан Решко, Володимир Трошкін (Віктор Маслов, 62), Володимир Мунтян, Віктор Колотов (к), Онищенко, Володимир Веремієв, Олег Блохін.
ЦСКА: Стоян Йорданов, Іван Зафіров, Кирил Станков, Цоньйо Василєв, Божил Колєв, Дімітар Пенєв (к), Борислав Средков (Кеворк Тахмісян, 74), Аспарух Никодимов, Петар Жеков (Тодор Симов, 70), Георгій Денєв, Дімітар Марашлієв. Тренер — Нікола Ковачев.
 Жеков (61).
№ 28
| 2 жовтня 1974 |

| ЦСКА (Софія) | 0 – 1 | «Динамо»   |
| ------------ | ----- | ---------- |
|              | Звіт  | Блохін 81' |

| «Васил Левський» (Софія) Глядачів: 35 000 Арбітр: Гюнтер Меннінг (НДР) |

ЦСКА: Стоян Йорданов, Іван Зафіров, Стефан Величков, Цоньйо Василєв, Божил Колєв, Дімітар Пенєв, Борислав Средков, Кеворк Тахмісян (Кирил Любомиров, 50), Антанас Михайлов, Георгій Денєв, Дімітар Марашлієв (Стоїл Тринков, 20). Тренер — Нікола Ковачев.
«Динамо»: Євген Рудаков, Леонід Буряк, Віктор Матвієнко, Михайло Фоменко, Стефан Решко, Валерій Зуєв, Анатолій Шепель, Онищенко, Віктор Колотов (к), Володимир Веремієв, Олег Блохін.
 Денєв (74) — Буряк (32).

## 1/8 фіналу
Суперник — «Айнтрахт» (Франкфурт-на-Майні, Німеччина).
№ 29
| 23 жовтня 1974 |

| «Айнтрахт»                    | 2 – 3 | «Динамо»                           |
| ----------------------------- | ----- | ---------------------------------- |
| Ніккель 2' Кербель 64' (пен.) | Звіт  | Онищенко 32' Блохін 83' Мунтян 87' |

| «Вальд» (Франкфурт-на-Майні) Глядачів: 25 000 Арбітр: Коррейра (Португалія) |

«Айнтрахт»: Петер Кунтер, Юрген Кальб, Герд Трінкляйн, Карл-Гайнц Кербель, Гельмут Мюллер, Клаус Беверунген, Роланд Вайдле (Вольфганг Краус, 70), Бернд Ніккель, Томас Рорбах, Юрген Грабовскі, Бернд Гельценбайн. Тренер — Дітріх Вайзе.
«Динамо»: Євген Рудаков, Валерій Зуєв, Віктор Матвієнко, Михайло Фоменко, Стефан Решко, Віктор Маслов, Володимир Мунтян, Онищенко, Віктор Колотов (к), Володимир Веремієв, Олег Блохін.
 Фоменко (38), Зуєв (59), Веремєєв (67), Матвієнко (89).
№ 30
| 5 листопада 1974 |

| «Динамо»         | 2 – 1 | «Айнтрахт» |
| ---------------- | ----- | ---------- |
| Онищенко 1', 39' | Звіт  | Рорбах 47' |

| Центральний стадіон (Київ) Глядачів: 75 000 Арбітр: Хірвініємі (Фінляндія) |

«Динамо»: Євген Рудаков, Леонід Буряк, Віктор Матвієнко, Михайло Фоменко, Стефан Решко, Володимир Трошкін, Володимир Мунтян, Онищенко, Віктор Колотов (к), Володимир Веремієв, Олег Блохін.
«Айнтрахт»: Петер Кунтер, Юрген Кальб, Герд Трінкляйн, Карл-Гайнц Кербель (Томас Рорбах, 45), Гельмут Мюллер, Клаус Беверунген, Вольфганг Краус, Бернд Ніккель, Герд Симонс, Юрген Грабовскі, Бернд Гельценбайн. Тренер — Дітріх Вайзе.

## Чвертьфінал
Суперник — «Бурсаспор» (Бурса, Туреччина).
№ 31
| 5 березня 1975 |

| «Бурсаспор» | 0 – 1 | «Динамо»     |
| ----------- | ----- | ------------ |
|             | Звіт  | Онищенко 21' |

| «Бурса Ататюрк» Глядачів: 16 765 Арбітр: Цвєтан Станєв (Болгарія) |

«Бурсаспор»: Расім, Орхан, Кемаль, Хайреттін, Іхсан, Феруддін, Вахіт (Байкул, 55), Мехмет Вахап, Джеміль, Алі Карахман, Сінан Бюр (к). Тренер — Абдулах Гегіч (Югославія).
«Динамо»: Рудаков, Коньков, Матвієнко, Фоменко, Решко, Трошкін, Мунтян, Володимир Веремієв, Колотов (к), Онищенко, Блохін.
№ 32
| 19 березня 1975 |

| «Динамо»                      | 2 – 0 | «Бурсаспор» |
| ----------------------------- | ----- | ----------- |
| Колотов 72' (пен.) Мунтян 87' | Звіт  |             |

| Центральний стадіон (Київ) Глядачів: 95 000 Арбітр: Курт Ченшер (ФРН) |

«Динамо»: Рудаков, Коньков, Матвієнко, Фоменко, Решко, Трошкін, Мунтян, Веремієв, Колотов (к), Онищенко, Блохін.
«Бурсаспор»: Расім, Кемаль, Орхан, Іхсан, Хайреттін, Джеміль, Феруддін, Вахіт, Седат, Алі Карахман, Байкул. Тренер — Абдулах Гегіч (Югославія).
 Веремєєв, Блохін — Феруддін, Кемаль, Іхсан.

## Півфінал
Суперник — ПСВ (Ейндговен, Нідерланди).
№ 33
| 9 квітня 1975 |

| «Динамо»                            | 3 – 0 | ПСВ |
| ----------------------------------- | ----- | --- |
| Колотов 17' Онищенко 31' Блохін 56' | Звіт  |     |

| Центральний стадіон (Київ) Глядачів: 100 000 Арбітр: Патрік Патріжд (Англія) |

«Динамо»: Рудаков, Коньков, Матвієнко, Фоменко, Решко, Трошкін, Мунтян, Онищенко (Кузнецов, 74), Колотов, Буряк, Блохін.
ПСВ: ван Беверен, Дейкерс, Нордквіст, Едстрем, Лубсе, Куарс, Рене ван де Керкгоф, Віллі ван де Керкгоф, Ван Краай, Крейг, ван дер Кейлен. Тренер — Корнеліус Рейверс.
 Куарс.
№ 34
| 23 квітня 1975 |

| ПСВ              | 2 – 1 | «Динамо»  |
| ---------------- | ----- | --------- |
| Едстрем 22', 85' | Звіт  | Буряк 77' |

| «Філіппс» (Ейндговен) Глядачів: 24 000 Арбітр: Пабло Ібаньєс (Іспанія) |

ПСВ: ван Беверен, Дейкерс, Нордквіст, Едстрем, Хансен, Стрік, Рене ван де Керкгоф, Віллі ван де Керкгоф, ван Краай, Крейг, ван дер Кейлен (Лубсе, 46). Тренер — Корнеліус Рейверс.
«Динамо»: Рудаков, Коньков, Матвієнко, Фоменко, Решко, Трошкін, Мунтян (Буряк, 70), Онищенко, Колотов, Веремієв, Блохін.
 Коньков, Веремєєв — ван Краай.
 Веремєєв (друге попередження).

## Фінал
Суперник — «Ференцварош» (Будапешт, Угорщина).
№ 35
| 14 травня 1975 |

| «Динамо»                     | 3 – 0 | «Ференцварош» |
| ---------------------------- | ----- | ------------- |
| Онищенко 18', 39' Блохін 67' | Звіт  |               |

| «Санкт-Якобс» (Базель) Глядачів: 10 897 Арбітр: Роберт Девідсон (Шотландія) |

«Динамо»: Євген Рудаков, Анатолій Коньков, Віктор Матвієнко, Михайло Фоменко, Стефан Решко, Володимир Трошкін, Володимир Мунтян, Володимир Онищенко, Віктор Колотов (к), Леонід Буряк, Олег Блохін.
«Ференцварош»: Іштван Геці, Дезо Мартош, Міклош Патакі, Іштван Медьєші, Іштван Юхас, Тібор Раб, Ференц Сабо, Тібор Нілаші (Тібор Онхаус, 59), Янош Мате, Йозеф Муха, Іштван Мадяр. Тренер — Єно Дальнокі.

## Статистика

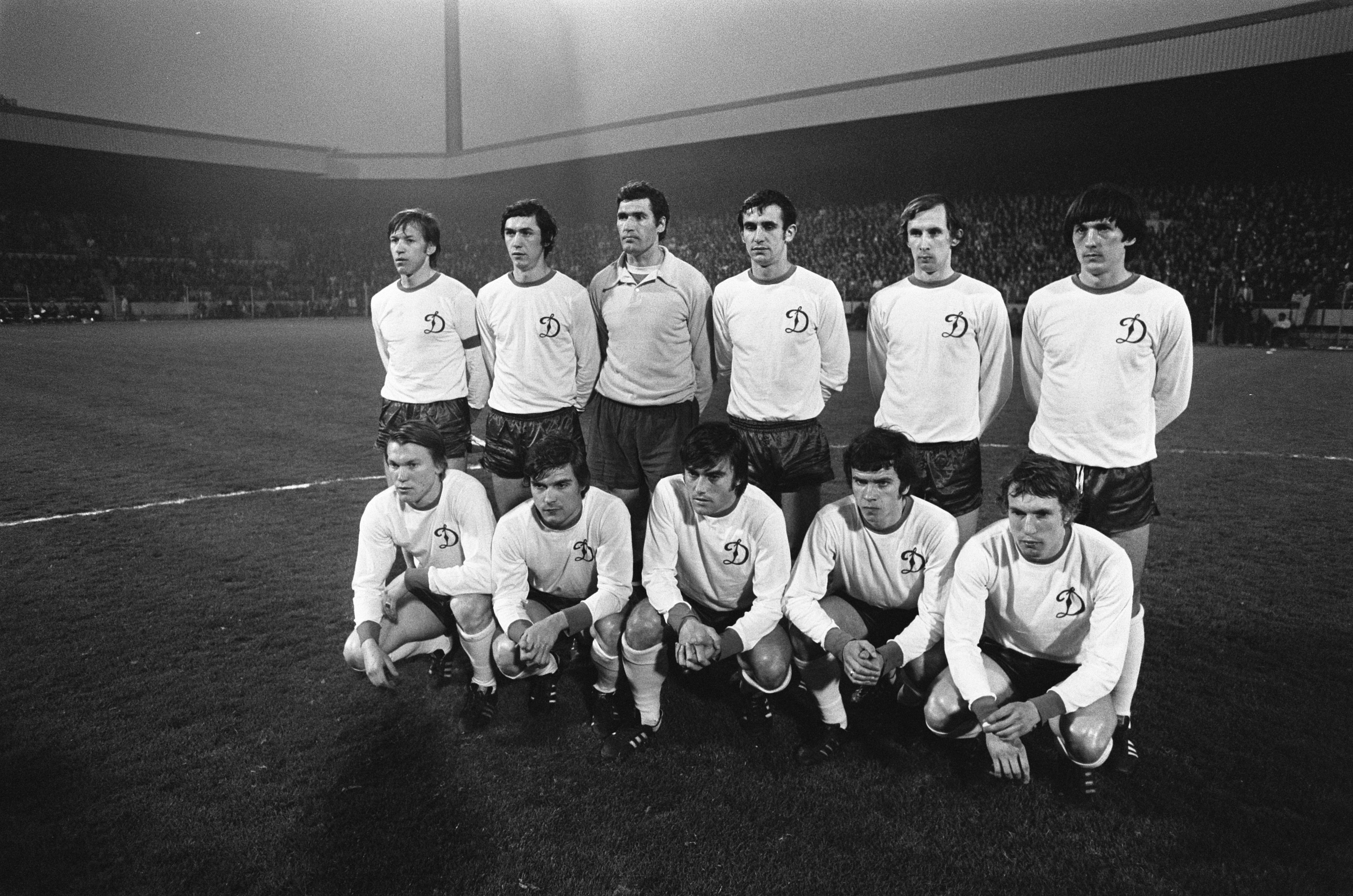
23 квітня. ПСВ — «Динамо»

| Футболіст          | Дата народження | Ігри    | Голи    |
| Воротар            | Воротар         | Воротар | Воротар |
| ------------------ | --------------- | ------- | ------- |
| Євген Рудаков      | 02.01.1942      | 9       | 5п      |
| Захисники          |                 |         |         |
| Віктор Матвієнко   | 09.12.1948      | 9       |         |
| Михайло Фоменко    | 19.09.1948      | 9       |         |
| Стефан Решко       | 24.03.1947      | 9       |         |
| Володимир Трошкін  | 28.09.1947      | 7       |         |
| Валерій Зуєв       | 07.11.1952      | 2       |         |
| Сергій Кузнецов    | 30.11.1950      |         |         |
| Півзахисники       |                 |         |         |
| Володимир Мунтян   | 14.09.1946      | 8       | 2       |
| Віктор Колотов     | 03.07.1949      | 9       | 2       |
| Володимир Веремієв | 08.11.1948      | 9       |         |
| Леонід Буряк       | 10.07.1953      | 5       | 1       |
| Анатолій Коньков   | 19.09.1949      | 5       |         |
| Віктор Маслов      | 31.03.1949      | 2       |         |
| Нападники          |                 |         |         |
| Олег Блохін        | 05.11.1952      | 9       | 5       |
| Володимир Онищенко | 28.10.1949      | 9       | 7       |
| Анатолій Шепель    | 12.11.1949      | 2       |         |